# لوسین شفر
لوسین شفر (انگلیسی: Lucien Schaeffer; ۶ ژوئن ۱۹۲۸ – ۲۹ دسامبر ۲۰۱۶) بازیکن فوتبال اهل فرانسه بود.
از باشگاه‌هایی که در آن بازی کرده‌است می‌توان به باشگاه فوتبال والنسین و باشگاه فوتبال استراسبورگ اشاره کرد.